# Убий мене швидше, мені холодно
«Убий мене швидше, мені холодно» (італ. «Fai in fretta ad uccidermi... ho freddo!») — італійсько-французька кінокомедія режисера Франческо Мазеллі з Монікою Вітті і Жаном Сорелем у головних ролях, що вийшла 7 вересня 1967 року.

## Сюжет
Джованна і Франко живуть безтурботним життям, не замислюючись про завтрашній день. Одного разу у них закінчилися гроші на безтурботне життя і Джованна пропонує Франко одружитися з багатою дівчиною, щоб забрати її гроші. Незабаром Джованна розуміє, що Франко закохався в багату дівчину, і вирішує покінчити життя самогубством.

## У ролях
| Моніка Вітті    | ···· | Джованна   |
| Жан Сорель      | ···· | Франко     |
| Роберто Бізаччо | ···· | Серджо     |
| Даніела Суріна  | ···· | Крістіана  |
| Барбара Пілавін | ···· | Рут        |
| Джон Стейсі     | ···· | Альберт    |
| Том Феллегі     | ···· | Дік Мартін |
| Мадлен Фой      | ···· | Еліс       |

## Знімальна група
| Режисер    | ···· | Франческо Мазеллі                                   |
| Сценарій   | ···· | Андреа Барбато, Енніо Де Кончіні, Франческо Мазеллі |
| Продюсер   | ···· | Франко Крістальді                                   |
| Оператор   | ···· | Альфіо Контіні                                      |
| Композитор | ···· | Джанні Маркетті                                     |
| Художник   | ···· | Лучана Марінуччі, Луїджі Скаччаноче                 |
| Монтаж     | ···· | Ніколетта Нарді                                     |